# Llista de topònims de Breda
Llista de topònims (noms propis de lloc) del municipi de Breda, a la Selva
Informació actualitzada per un bot. Els canvis manuals es perdran quan s'actualitzi!

## casa
| imatge | Nom                                  | Ubicat a | instància de | Detalls                                                                             | coordenades                                                                                    | Protecció                                  | Commons (més fotos)                    | Dades a WD                    |
| ------ | ------------------------------------ | -------- | ------------ | ----------------------------------------------------------------------------------- | ---------------------------------------------------------------------------------------------- | ------------------------------------------ | -------------------------------------- | ----------------------------- |
|        | Ca la Flora                          | Breda    | casa         | Estil: arquitectura eclèctica                                                       | 41° 44′ 55″ N, 2° 33′ 37″ E / 41.74867°N,2.56031°E ca:Carrer dels Còdols, 20                   | bé cultural d'interès local                |                                        | Modifica les dades a Wikidata |
|        | Ca la Lola                           | Breda    | casa         |                                                                                     | 41° 44′ 56″ N, 2° 33′ 36″ E / 41.74898°N,2.5599°E                                              | bé cultural d'interès local                | Casa al carrer dels Còdols, 8 (Breda)  | Modifica les dades a Wikidata |
|        | Cal Vicentó                          | Breda    | casa         | Estil: arquitectura modernista 1915                                                 | 41° 44′ 48″ N, 2° 33′ 27″ E / 41.74661°N,2.55748°E ca:Carrer de Barcelona, 8 160 msnm          |                                            |                                        | Modifica les dades a Wikidata |
|        | Can Cardona                          | Breda    | casa         | Arquitecte: Josep Graner i Prat Estil: modernisme català historicisme arquitectònic | 41° 44′ 44″ N, 2° 33′ 33″ E / 41.745555555556°N,2.5591666666667°E ca:Carretera d'Arbúcies, 4-6 | bé integrant del patrimoni cultural català | Can Cardona (Breda)                    | Modifica les dades a Wikidata |
|        | Can Fausto                           | Breda    | casa         | Estil: gòtic flamíger                                                               | 41° 44′ 56″ N, 2° 33′ 36″ E / 41.74895°N,2.55995°E                                             | bé cultural d'interès local                | Casa al carrer dels Còdols, 10 (Breda) | Modifica les dades a Wikidata |
|        | Can Serra                            | Breda    | casa         | Estil: arquitectura popular 16th century                                            | 41° 44′ 56″ N, 2° 33′ 37″ E / 41.7489°N,2.56018°E ca:C. dels Còdols, 16                        | bé cultural d'interès local                |                                        | Modifica les dades a Wikidata |
|        | Can Sisó                             | Breda    | casa         |                                                                                     | 41° 44′ 58″ N, 2° 33′ 34″ E / 41.74937°N,2.55932°E ca:Carrer Nou, 45                           | bé cultural d'interès local                | Can Sisó (Breda)                       | Modifica les dades a Wikidata |
|        | Can Surós                            | Breda    | casa         | Estil: gòtic tardà 17th century                                                     | 41° 44′ 56″ N, 2° 33′ 36″ E / 41.74884°N,2.56008°E ca:C. dels Còdols, 14 162 msnm              | bé cultural d'interès local                | Can Surós (Breda)                      | Modifica les dades a Wikidata |
|        | Casa de Josep Aragay                 | Breda    | casa         | Estil: arquitectura modernista                                                      | 41° 44′ 56″ N, 2° 33′ 29″ E / 41.748888888889°N,2.5580555555556°E ca:Carrer Nou, 10            | bé cultural d'interès local                |                                        | Modifica les dades a Wikidata |
|        | Immoble a la plaça Doctor Rovira, 16 | Breda    | casa         |                                                                                     | 41° 44′ 50″ N, 2° 33′ 25″ E / 41.74724°N,2.55683°E                                             | bé cultural d'interès local                |                                        | Modifica les dades a Wikidata |
|        | Immoble a la plaça Doctor Rovira, 17 | Breda    | casa         |                                                                                     | 41° 44′ 50″ N, 2° 33′ 25″ E / 41.74718°N,2.55685°E                                             | bé cultural d'interès local                |                                        | Modifica les dades a Wikidata |
|        | Immoble a la plaça Doctor Rovira, 19 | Breda    | casa         |                                                                                     | 41° 44′ 49″ N, 2° 33′ 25″ E / 41.74707°N,2.55691°E                                             | bé cultural d'interès local                |                                        | Modifica les dades a Wikidata |
|        | Immoble a la plaça de la Vila, 7     | Breda    | casa         |                                                                                     | 41° 44′ 55″ N, 2° 33′ 26″ E / 41.74872°N,2.55725°E                                             | bé cultural d'interès local                |                                        | Modifica les dades a Wikidata |
|        | Immoble a la plaça de la Vila, 8     | Breda    | casa         |                                                                                     | 41° 44′ 55″ N, 2° 33′ 26″ E / 41.74874°N,2.55733°E                                             | bé cultural d'interès local                |                                        | Modifica les dades a Wikidata |
|        | Immoble al carrer Còdols, 15         | Breda    | casa         |                                                                                     | 41° 44′ 56″ N, 2° 33′ 37″ E / 41.74893°N,2.56023°E                                             | bé cultural d'interès local                |                                        | Modifica les dades a Wikidata |
|        | Immoble al carrer Còdols, 7          | Breda    | casa         |                                                                                     | 41° 44′ 57″ N, 2° 33′ 36″ E / 41.74912°N,2.55996°E                                             | bé cultural d'interès local                |                                        | Modifica les dades a Wikidata |
|        | Immoble al carrer Còdols, 9          | Breda    | casa         |                                                                                     | 41° 44′ 57″ N, 2° 33′ 36″ E / 41.74905°N,2.56004°E                                             | bé cultural d'interès local                |                                        | Modifica les dades a Wikidata |
|        | Immoble al carrer Nou, 11            | Breda    | casa         |                                                                                     | 41° 44′ 56″ N, 2° 33′ 28″ E / 41.74892°N,2.55788°E                                             | bé cultural d'interès local                |                                        | Modifica les dades a Wikidata |
|        | Immoble al carrer Nou, 12            | Breda    | casa         |                                                                                     | 41° 44′ 56″ N, 2° 33′ 29″ E / 41.74896°N,2.55812°E                                             | bé cultural d'interès local                |                                        | Modifica les dades a Wikidata |
|        | Immoble al carrer Nou, 15            | Breda    | casa         |                                                                                     | 41° 44′ 56″ N, 2° 33′ 29″ E / 41.74899°N,2.55808°E                                             | bé cultural d'interès local                |                                        | Modifica les dades a Wikidata |
|        | Immoble al carrer Nou, 37-39         | Breda    | casa         | Estil: arquitectura neoclàssica                                                     | 41° 44′ 57″ N, 2° 33′ 32″ E / 41.74927°N,2.55895°E                                             | bé cultural d'interès local                |                                        | Modifica les dades a Wikidata |
|        | Immoble al carrer del Prat, 18       | Breda    | casa         |                                                                                     | 41° 44′ 52″ N, 2° 33′ 24″ E / 41.74783°N,2.55676°E                                             | bé cultural d'interès local                |                                        | Modifica les dades a Wikidata |
|        | Immoble al carrer del Prat, 20       | Breda    | casa         |                                                                                     | 41° 44′ 52″ N, 2° 33′ 24″ E / 41.74787°N,2.55675°E                                             | bé cultural d'interès local                |                                        | Modifica les dades a Wikidata |
|        | Immoble al carrer del Prat, 9        | Breda    | casa         |                                                                                     | 41° 44′ 51″ N, 2° 33′ 24″ E / 41.74763°N,2.55668°E                                             | bé cultural d'interès local                |                                        | Modifica les dades a Wikidata |
|        | Sant Sebastià de Breda               | Breda    | casa         | Estil: gòtic flamíger                                                               | 41° 44′ 57″ N, 2° 33′ 35″ E / 41.74928°N,2.55985°E                                             | bé cultural d'interès local                | Sant Sebastià de Breda                 | Modifica les dades a Wikidata |
|        | Torre Forns                          | Breda    | casa         | Estil: arquitectura modernista                                                      | 41° 44′ 43″ N, 2° 33′ 32″ E / 41.745277777778°N,2.5588888888889°E ca:Carretera d'Arbúcies, 70  | bé integrant del patrimoni cultural català |                                        | Modifica les dades a Wikidata |
|        | Torre Pons                           | Breda    | casa         | Estil: monumentalisme en arquitectura academicisme 1941                             | 41° 44′ 54″ N, 2° 33′ 21″ E / 41.74837°N,2.55593°E ca:Pg. de les Escoles, 8                    | bé integrant del patrimoni cultural català |                                        | Modifica les dades a Wikidata |
|        | Torre Sala                           | Breda    | casa         | Estil: arquitectura modernista                                                      | 41° 45′ 00″ N, 2° 33′ 22″ E / 41.75°N,2.5561111111111°E ca:Carrer Josep Aragai                 | bé integrant del patrimoni cultural català | Torre Sala (Breda)                     | Modifica les dades a Wikidata |
|        | ca l'Argemí                          | Breda    | casa         | Estil: gòtic tardà 16th century                                                     | 41° 44′ 57″ N, 2° 33′ 33″ E / 41.7493°N,2.55906°E ca:C. Nou, 43 166 msnm                       | bé cultural d'interès local                | Ca l'Argemí (Breda)                    | Modifica les dades a Wikidata |
|        | can Valent                           | Breda    | casa         | Estil: gòtic tardà arquitectura popular 16th century                                | 41° 44′ 56″ N, 2° 33′ 37″ E / 41.74897°N,2.56016°E ca:C. de Còdols, 13 162 msnm                | bé cultural d'interès local                | Can Valent (Còdols, 13 - Breda)        | Modifica les dades a Wikidata |
|        | casa al carrer Nou, 41               | Breda    | casa         | Estil: arquitectura popular                                                         | 41° 44′ 57″ N, 2° 33′ 33″ E / 41.7493°N,2.55912°E                                              | bé cultural d'interès local                | Casa al carrer Nou, 41 (Breda)         | Modifica les dades a Wikidata |

## edifici
| imatge | Nom              | Ubicat a | instància de | Detalls                                  | coordenades                                                                         | Protecció                                  | Commons (més fotos)      | Dades a WD                    |
| ------ | ---------------- | -------- | ------------ | ---------------------------------------- | ----------------------------------------------------------------------------------- | ------------------------------------------ | ------------------------ | ----------------------------- |
|        | Cercle Bredenc   | Breda    | edifici      |                                          | 41° 44′ 56″ N, 2° 33′ 27″ E / 41.74881°N,2.55754°E                                  | bé cultural d'interès local                |                          | Modifica les dades a Wikidata |
|        | Forns de Breda   | Breda    | edifici      | Estil: arquitectura popular              | 41° 44′ 48″ N, 2° 33′ 35″ E / 41.74674°N,2.55966°E                                  | bé integrant del patrimoni cultural català |                          | Modifica les dades a Wikidata |
|        | Pati de l'Abadia | Breda    | edifici      | Estil: arquitectura gòtica               | 41° 44′ 53″ N, 2° 33′ 25″ E / 41.74807°N,2.55693°E                                  | bé integrant del patrimoni cultural català | Pati de l'Abadia (Breda) | Modifica les dades a Wikidata |
|        | el Convent       | Breda    | edifici      | Estil: arquitectura popular 14th century | 41° 44′ 57″ N, 2° 33′ 36″ E / 41.74923°N,2.5599°E ca:Carrer dels Còdols, 3 163 msnm | bé cultural d'interès local                | El Convent (Breda)       | Modifica les dades a Wikidata |

## entitat singular de població
| imatge | Nom              | Ubicat a | instància de                                                                   | Detalls  | coordenades                                                                | Protecció | Commons (més fotos) | Dades a WD                    |
| ------ | ---------------- | -------- | ------------------------------------------------------------------------------ | -------- | -------------------------------------------------------------------------- | --------- | ------------------- | ----------------------------- |
|        | Breda            | Breda    | entitat singular de població ens local històric de Catalunya capital municipal | 3777 hab | 41° 44′ 54″ N, 2° 33′ 35″ E / 41.74833°N,2.55964°E 184 msnm                |           |                     | Modifica les dades a Wikidata |
|        | el Pagès de Baix | Breda    | entitat singular de població                                                   | 41 hab   | 41° 44′ 37″ N, 2° 33′ 31″ E / 41.743560411574°N,2.5587108863924°E 138 msnm |           |                     | Modifica les dades a Wikidata |
|        | el Pagès de Dalt | Breda    | entitat singular de població                                                   | 99 hab   | 41° 45′ 48″ N, 2° 32′ 35″ E / 41.763314004123°N,2.5429364436781°E 246 msnm |           |                     | Modifica les dades a Wikidata |

## església
| imatge | Nom                    | Ubicat a | instància de                            | Detalls                                   | coordenades                                         | Protecció                                  | Commons (més fotos)                | Dades a WD                    |
| ------ | ---------------------- | -------- | --------------------------------------- | ----------------------------------------- | --------------------------------------------------- | ------------------------------------------ | ---------------------------------- | ----------------------------- |
|        | Sant Salvador de Breda | Breda    | església monestir                       | Estil: arquitectura romànica 11st century | 41° 44′ 55″ N, 2° 33′ 26″ E / 41.7485°N,2.5571°E    | bé integrant del patrimoni cultural català | Monestir de Sant Salvador de Breda | Modifica les dades a Wikidata |
|        | Santa Anna de Breda    | Breda    | església                                | Estil: barroc                             | 41° 44′ 32″ N, 2° 33′ 45″ E / 41.74209°N,2.56254°E  | bé integrant del patrimoni cultural català | Santa Anna de Breda                | Modifica les dades a Wikidata |
|        | Santa Maria de Breda   | Breda    | església Ús: seu del govern local museu |                                           | 41° 44′ 55″ N, 2° 33′ 27″ E / 41.748681°N,2.55758°E | bé integrant del patrimoni cultural català | Santa Maria de Breda               | Modifica les dades a Wikidata |

## masia
| imatge | Nom                   | Ubicat a | instància de | Detalls                                                  | coordenades | Protecció                                  | Commons (més fotos) | Dades a WD                    |
| ------ | --------------------- | -------- | ------------ | -------------------------------------------------------- | --- | ------------------------------------------ | ------------------- | ----------------------------- |
|        | Bar Montseny          | Breda    | masia        |                                                          | 41° 44′ 58″ N, 2° 33′ 34″ E / 41.74931°N,2.55946°E                                                                                 | bé cultural d'interès local                |                     | Modifica les dades a Wikidata |
|        | Ca l'Abellan          | Breda    | masia        |                                                          | 41° 44′ 30″ N, 2° 33′ 56″ E / 41.7415444656449°N,2.56563879145329°E                                                                |                                            |                     | Modifica les dades a Wikidata |
|        | Ca l'Arola            | Breda    | masia        | Estil: arquitectura popular                              | 41° 45′ 09″ N, 2° 33′ 10″ E / 41.7525°N,2.55282°E                                                                                  | bé cultural d'interès local                | Ca l'Arola          | Modifica les dades a Wikidata |
|        | Ca n'Avellana         | Breda    | masia        |                                                          | 41° 44′ 38″ N, 2° 33′ 30″ E / 41.743903026411°N,2.55821452075301°E                                                                 |                                            |                     | Modifica les dades a Wikidata |
|        | Ca n'Hosta            | Breda    | masia        | Estil: arquitectura popular                              | 41° 44′ 33″ N, 2° 33′ 19″ E / 41.7424°N,2.5554°E                                                                                   | bé cultural d'interès local                |                     | Modifica les dades a Wikidata |
|        | Cal Baró de Baix      | Breda    | masia        |                                                          | 41° 46′ 02″ N, 2° 32′ 29″ E / 41.7672462116168°N,2.54135546619056°E                                                                |                                            |                     | Modifica les dades a Wikidata |
|        | Cal Batlle            | Breda    | masia        | Estil: arquitectura popular                              | 41° 44′ 45″ N, 2° 33′ 46″ E / 41.74581°N,2.56282°E ca:Avinguda Catalunya / Carrer Sant Frencesc                                    | bé cultural d'interès local                |                     | Modifica les dades a Wikidata |
|        | Cal Ferreric          | Breda    | masia        |                                                          | 41° 45′ 05″ N, 2° 33′ 14″ E / 41.7513349150523°N,2.55383349727546°E                                                                |                                            |                     | Modifica les dades a Wikidata |
|        | Cal Maton             | Breda    | masia        |                                                          | 41° 45′ 59″ N, 2° 32′ 52″ E / 41.7662539146023°N,2.54778695564571°E                                                                |                                            |                     | Modifica les dades a Wikidata |
|        | Cal Pigot             | Breda    | masia        |                                                          | 41° 45′ 56″ N, 2° 32′ 43″ E / 41.7655504707475°N,2.54527749533474°E                                                                |                                            |                     | Modifica les dades a Wikidata |
|        | Cal Ros               | Breda    | masia        |                                                          | 41° 45′ 31″ N, 2° 33′ 13″ E / 41.7587193995064°N,2.55350567719802°E                                                                |                                            |                     | Modifica les dades a Wikidata |
|        | Cal Torrat            | Breda    | masia        |                                                          | 41° 45′ 45″ N, 2° 32′ 35″ E / 41.7625060303086°N,2.54298922051102°E                                                                |                                            |                     | Modifica les dades a Wikidata |
|        | Cal Vellet            | Breda    | masia        |                                                          | 41° 45′ 24″ N, 2° 33′ 11″ E / 41.7565654241955°N,2.55317176750186°E                                                                |                                            |                     | Modifica les dades a Wikidata |
|        | Cal Xec               | Breda    | masia        |                                                          | 41° 44′ 33″ N, 2° 33′ 56″ E / 41.742607406112°N,2.56566770695425°E                                                                 |                                            |                     | Modifica les dades a Wikidata |
|        | Can Badia             | Breda    | masia        |                                                          | 41° 44′ 42″ N, 2° 33′ 32″ E / 41.7448969160841°N,2.5590255277424°E                                                                 |                                            |                     | Modifica les dades a Wikidata |
|        | Can Barrabàs          | Breda    | masia        | Estil: arquitectura popular                              | 41° 44′ 49″ N, 2° 33′ 13″ E / 41.74682°N,2.55355°E                                                                                 | bé cultural d'interès local                |                     | Modifica les dades a Wikidata |
|        | Can Bosc              | Breda    | masia        | Estil: arquitectura popular                              | 41° 45′ 32″ N, 2° 32′ 49″ E / 41.75884°N,2.54686°E                                                                                 | bé cultural d'interès local                |                     | Modifica les dades a Wikidata |
|        | Can Boïls             | Breda    | masia        |                                                          | 41° 45′ 49″ N, 2° 32′ 41″ E / 41.7635758002078°N,2.54473804627138°E                                                                |                                            |                     | Modifica les dades a Wikidata |
|        | Can Ceba              | Breda    | masia        |                                                          | 41° 45′ 43″ N, 2° 33′ 31″ E / 41.761901086006°N,2.55874070586601°E                                                                 |                                            |                     | Modifica les dades a Wikidata |
|        | Can Cebrià            | Breda    | masia        |                                                          | 41° 44′ 50″ N, 2° 33′ 20″ E / 41.747350967843°N,2.55542462145868°E                                                                 |                                            |                     | Modifica les dades a Wikidata |
|        | Can Clapers           | Breda    | masia        |                                                          | 41° 45′ 36″ N, 2° 32′ 48″ E / 41.76009722°N,2.54658611°E 236 msnm                                                                  |                                            |                     | Modifica les dades a Wikidata |
|        | Can Clapés            | Breda    | masia        | Estil: arquitectura popular                              | 41° 45′ 36″ N, 2° 32′ 47″ E / 41.75996°N,2.5464°E                                                                                  | bé integrant del patrimoni cultural català |                     | Modifica les dades a Wikidata |
|        | Can Clenxet           | Breda    | masia        |                                                          | 41° 45′ 51″ N, 2° 32′ 42″ E / 41.7642974366181°N,2.54500964388499°E                                                                |                                            |                     | Modifica les dades a Wikidata |
|        | Can Coll de n'Orri    | Breda    | masia        | Estil: arquitectura popular Estat: enderrocat o destruït | 41° 46′ 01″ N, 2° 33′ 10″ E / 41.767052°N,2.552726°E                                                                               | bé integrant del patrimoni cultural català |                     | Modifica les dades a Wikidata |
|        | Can Dosset            | Breda    | masia        |                                                          | 41° 44′ 41″ N, 2° 33′ 34″ E / 41.7447367771606°N,2.55954377323284°E                                                                |                                            |                     | Modifica les dades a Wikidata |
|        | Can Garola            | Breda    | masia        |                                                          | 41° 46′ 03″ N, 2° 32′ 53″ E / 41.7674079151792°N,2.54806759497504°E                                                                |                                            |                     | Modifica les dades a Wikidata |
|        | Can Maldonado         | Breda    | masia        |                                                          | 41° 45′ 18″ N, 2° 33′ 07″ E / 41.7550023801252°N,2.55193162885783°E                                                                |                                            |                     | Modifica les dades a Wikidata |
|        | Can Manta             | Breda    | masia        |                                                          | 41° 45′ 51″ N, 2° 32′ 53″ E / 41.76426°N,2.548069°E 229 msnm                                                                       |                                            | Can Manta (Breda)   | Modifica les dades a Wikidata |
|        | Can Marc              | Breda    | masia        |                                                          | 41° 44′ 08″ N, 2° 33′ 53″ E / 41.735583°N,2.564838°E 104 msnm                                                                      |                                            | Can Marc (Breda)    | Modifica les dades a Wikidata |
|        | Can Mariano           | Breda    | masia        | Estil: arquitectura popular                              | 41° 45′ 25″ N, 2° 33′ 15″ E / 41.75698°N,2.55405°E                                                                                 | bé integrant del patrimoni cultural català |                     | Modifica les dades a Wikidata |
|        | Can Merla             | Breda    | masia        |                                                          | 41° 43′ 56″ N, 2° 34′ 06″ E / 41.7321°N,2.56835°E 91 msnm                                                                          |                                            |                     | Modifica les dades a Wikidata |
|        | Can Miloca            | Breda    | masia        |                                                          | 41° 45′ 42″ N, 2° 33′ 28″ E / 41.76168611°N,2.55773333°E                                                                           |                                            |                     | Modifica les dades a Wikidata |
|        | Can Minjolet          | Breda    | masia        |                                                          | 41° 45′ 21″ N, 2° 33′ 04″ E / 41.7558723277485°N,2.55097530171311°E                                                                |                                            |                     | Modifica les dades a Wikidata |
|        | Can Móra              | Breda    | masia        |                                                          | 41° 46′ 03″ N, 2° 32′ 37″ E / 41.7674356398633°N,2.54368812584353°E                                                                |                                            |                     | Modifica les dades a Wikidata |
|        | Can Nota              | Breda    | masia        |                                                          | 41° 44′ 07″ N, 2° 34′ 00″ E / 41.735297953967°N,2.56679920401551°E                                                                 |                                            |                     | Modifica les dades a Wikidata |
|        | Can Padró de Pagès    | Breda    | masia        | Estil: arquitectura popular                              | 41° 45′ 45″ N, 2° 32′ 31″ E / 41.7624°N,2.54196°E                                                                                  | bé integrant del patrimoni cultural català |                     | Modifica les dades a Wikidata |
|        | Can Patraca           | Breda    | masia        |                                                          | 41° 45′ 58″ N, 2° 32′ 38″ E / 41.7660132423628°N,2.54386663479765°E                                                                |                                            |                     | Modifica les dades a Wikidata |
|        | Can Pau Curt          | Breda    | masia        |                                                          | 41° 45′ 52″ N, 2° 32′ 33″ E / 41.7643867181281°N,2.54254278029288°E                                                                |                                            |                     | Modifica les dades a Wikidata |
|        | Can Pellofa           | Breda    | masia        |                                                          | 41° 45′ 46″ N, 2° 33′ 12″ E / 41.7627273187627°N,2.55345383282961°E                                                                |                                            |                     | Modifica les dades a Wikidata |
|        | Can Quadre            | Breda    | masia        |                                                          | 41° 45′ 46″ N, 2° 32′ 38″ E / 41.7626443347812°N,2.54379425437964°E                                                                |                                            |                     | Modifica les dades a Wikidata |
|        | Can Rafeló            | Breda    | masia        |                                                          | 41° 45′ 31″ N, 2° 33′ 25″ E / 41.7586611732415°N,2.55707879381695°E                                                                |                                            |                     | Modifica les dades a Wikidata |
|        | Can Roc               | Breda    | masia        |                                                          | 41° 45′ 54″ N, 2° 32′ 58″ E / 41.7649007940623°N,2.54955291043319°E                                                                |                                            |                     | Modifica les dades a Wikidata |
|        | Can Sagristia         | Breda    | masia        |                                                          | 41° 44′ 26″ N, 2° 34′ 05″ E / 41.7405181100077°N,2.56814710609175°E                                                                |                                            |                     | Modifica les dades a Wikidata |
|        | Can Simon             | Breda    | masia        |                                                          | 41° 44′ 41″ N, 2° 33′ 28″ E / 41.7446220439358°N,2.55781271021268°E                                                                |                                            |                     | Modifica les dades a Wikidata |
|        | Can Soldevila         | Breda    | masia        |                                                          | 41° 44′ 40″ N, 2° 33′ 33″ E / 41.7444195555633°N,2.55902879408178°E                                                                |                                            |                     | Modifica les dades a Wikidata |
|        | Can Torrent           | Breda    | masia        |                                                          | 41° 44′ 36″ N, 2° 33′ 27″ E / 41.7433863525265°N,2.55736418198851°E                                                                |                                            |                     | Modifica les dades a Wikidata |
|        | Can Xifré             | Breda    | masia        | Estil: arquitectura modernista                           | 41° 44′ 50″ N, 2° 33′ 50″ E / 41.747222222222°N,2.5638888888889°E ca:Carretera de Gaserans                                         | bé cultural d'interès local                |                     | Modifica les dades a Wikidata |
|        | Casa Nova de Margalló | Breda    | masia        |                                                          | 41° 44′ 57″ N, 2° 33′ 48″ E / 41.7492542727231°N,2.56320536237644°E                                                                |                                            |                     | Modifica les dades a Wikidata |
|        | Torre de Robert       | Breda    | masia        |                                                          | 41° 45′ 24″ N, 2° 33′ 05″ E / 41.7565759839982°N,2.55125909171894°E                                                                |                                            |                     | Modifica les dades a Wikidata |
|        | cal Rei               | Breda    | masia        |                                                          | 41° 43′ 58″ N, 2° 34′ 03″ E / 41.7329°N,2.56741°E 95 msnm                                                                          |                                            |                     | Modifica les dades a Wikidata |
|        | can Blanc             | Breda    | masia        | Estil: arquitectura popular 13rd century                 | 41° 45′ 05″ N, 2° 33′ 36″ E / 41.751266°N,2.559888°E ca:a la sortida del nucli urbà, al costat de la carretera d'Arbúcies 175 msnm | bé integrant del patrimoni cultural català | Can Blanc (Breda)   | Modifica les dades a Wikidata |
|        | la Torra              | Breda    | masia        | Estil: arquitectura popular                              | 41° 44′ 26″ N, 2° 33′ 39″ E / 41.74046°N,2.56073°E                                                                                 | bé cultural d'interès local                |                     | Modifica les dades a Wikidata |

## nucli de població
| imatge | Nom                     | Ubicat a | instància de      | Detalls | coordenades                                                       | Protecció | Commons (més fotos) | Dades a WD                    |
| ------ | ----------------------- | -------- | ----------------- | ------- | ----------------------------------------------------------------- | --------- | ------------------- | ----------------------------- |
|        | Barri de la Cooperativa | Breda    | nucli de població |         | 41° 45′ 03″ N, 2° 33′ 44″ E / 41.750779583617°N,2.5622697707591°E |           |                     | Modifica les dades a Wikidata |
|        | Repiaix i els Terressos | Breda    | nucli de població |         | 41° 45′ 55″ N, 2° 33′ 05″ E / 41.765148530583°N,2.5513447255°E    |           |                     | Modifica les dades a Wikidata |

## polígon industrial
| imatge | Nom                               | Ubicat a | instància de       | Detalls | coordenades                                                         | Protecció | Commons (més fotos) | Dades a WD                    |
| ------ | --------------------------------- | -------- | ------------------ | ------- | ------------------------------------------------------------------- | --------- | ------------------- | ----------------------------- |
|        | Polígon industrial Can Guilleumes | Breda    | polígon industrial |         | 41° 44′ 44″ N, 2° 33′ 12″ E / 41.7456765475246°N,2.55333146320751°E |           |                     | Modifica les dades a Wikidata |
|        | Polígon industrial de Repiaix     | Breda    | polígon industrial |         | 41° 45′ 03″ N, 2° 33′ 53″ E / 41.7507464182927°N,2.56478292467063°E |           |                     | Modifica les dades a Wikidata |
|        | Sector industrial Sud             | Breda    | polígon industrial |         | 41° 44′ 40″ N, 2° 33′ 57″ E / 41.744536044559°N,2.56596740351669°E  |           |                     | Modifica les dades a Wikidata |

## Misc
| imatge | Nom                        | Ubicat a                                       | instància de      | Detalls                      | coordenades                                                                                               | Protecció                                            | Commons (més fotos)  | Dades a WD                    |
| ------ | -------------------------- | ---------------------------------------------- | ----------------- | ---------------------------- | --- | ---------------------------------------------------- | -------------------- | ----------------------------- |
|        | Forn d'en Bosch            | Breda                                          | forn de calç      | Estil: arquitectura popular  | 41° 45′ 28″ N, 2° 32′ 44″ E / 41.75783°N,2.54549°E                                                        | bé integrant del patrimoni cultural català           |                      | Modifica les dades a Wikidata |
|        | Molí d'en Fogueroles       | Breda                                          | molí d'aigua      | Estil: arquitectura popular  | 41° 44′ 33″ N, 2° 33′ 18″ E / 41.74238°N,2.55509°E                                                        | bé cultural d'interès local                          |                      | Modifica les dades a Wikidata |
|        | Nucli antic de Breda       | Breda                                          | centre històric   | Estil: arquitectura romànica | 41° 44′ 55″ N, 2° 33′ 38″ E / 41.7485°N,2.5606°E 159 msnm                                                 | bé d'interès cultural bé cultural d'interès nacional | Nucli antic de Breda | Modifica les dades a Wikidata |
|        | Pou                        | Breda                                          | pou               |                              | 41° 44′ 54″ N, 2° 33′ 28″ E / 41.74828°N,2.55779°E                                                        | bé cultural d'interès local                          |                      | Modifica les dades a Wikidata |
|        | carrer dels Còdols         | Breda                                          | carrer            |                              | 41° 44′ 57″ N, 2° 33′ 36″ E / 41.74904°N,2.56002°E                                                        | bé cultural d'interès local                          |                      | Modifica les dades a Wikidata |
|        | casa consistorial de Breda | Breda                                          | casa consistorial |                              | 41° 44′ 55″ N, 2° 33′ 27″ E / 41.748660270095904°N,2.5575148080038415°E                                   |                                                      | Breda's city council | Modifica les dades a Wikidata |
|        | font de Sant Salvador      | Breda                                          | font              | Estil: arquitectura popular  | 41° 45′ 41″ N, 2° 33′ 15″ E / 41.76144°N,2.55403°E                                                        | bé integrant del patrimoni cultural català           |                      | Modifica les dades a Wikidata |
|        | riera de Breda             | Riells i Viabrea Breda Sant Feliu de Buixalleu | curs d'aigua      | Desemboca: la Tordera        | 41° 47′ 33″ N, 2° 30′ 29″ E / 41.792444°N,2.507938°E 41° 43′ 28″ N, 2° 34′ 37″ E / 41.724432°N,2.576904°E |                                                      |                      | Modifica les dades a Wikidata |